# میرزا مهدی استرآبادی

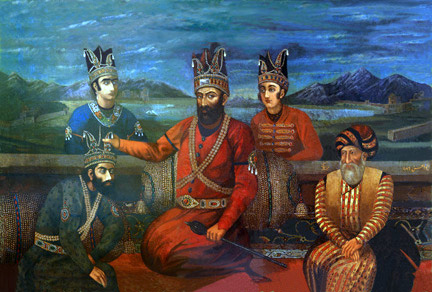
میرزا مهدی (نفر اول از راست) در کنار نادر شاه (فرد وسط)

میرزا مهدی خان منشی استرآبادی فرزند محمد نصیر، منشی نادرشاه افشار و از مورخان دوره‌ افشاریه است که دو کتاب مشهور جهانگشای نادری و دره نادره را دربارهٔ نادر شاه نوشته‌است. نثر میرزا مهدی بسیار سنگین و مصنوع و دشوار و در عین حال مختصر است و در آن واژه‌های عربی بسیاری به کار رفته‌است. به نظر می‌رسد که تحصیلات او در اصفهان صورت گرفته باشد. او زبان‌های فارسی و عربی را به خوبی می‌دانسته‌است. میرزا مهدی از آیات قرآن به زیبایی در نوشته‌های خود استفاده کرده‌است.
میرزا مهدی خان در سرایش شعر نیز دست داشته‌است و تخلص او نیز کوکب بوده‌است.
محمدعلی خان تربیت، میرزا احمدخان معتضدالدوله وزیری و داریوش صفوت از نوادگان میرزا مهدی خان هستند.
فرهنگنامه ترکی به فارسی سنگلاخ یکی از مهمترین کتابهای میرزا مهدی خان است. این کتاب در سال ۱۱۷۲ یا ۱۱۷۳ (میلادی ۱۷۶۰–۱۷۵۸) تألیف شده‌است.

## آثار
- جهانگشای نادری
- دره نادری
- منشآت، انشاء نامه
- سنگلاخ
- دیوان اشعار
- وقایع نادری
- ظواهر الطبیعه
- درة الاصغر

## نسب‌نامه
آنچه بدون واسطه از نسب و گذشته خانوادگی میرزا مهدی خان می‌توان بیان کرد فقط نام پدریش است، و آنهم به دلیل استفاده خود ایشان در معرفی خودش بوده‌است. نظرات مختلفی در مورد وابستگی قومی میرزا مهدی خان وجود دارد که در اینجا آنها را بیان می‌کنیم.
- وابستگی نسبی به صفویان
- وابستگی نسبی به بیگدلی - شاملو